# Long Hưng, Ô Môn
Long Hưng là một phường thuộc quận Ô Môn, thành phố Cần Thơ, Việt Nam.

## Địa lý
Phường Long Hưng có vị trí địa lý: 
- Phía đông giáp các phường Thới Long, Thới Hòa, Thới An
- Phía tây giáp quận Thốt Nốt và huyện Cờ Đỏ
- Phía nam giáp phường Thới Hòa và huyện Cờ Đỏ
- Phía bắc giáp phường Thới Long và quận Thốt Nốt.

Phường Long Hưng có 1.713,91 ha diện tích tự nhiên và 14.029 người.

## Lịch sử
Nghị định số 162/2007/NĐ-CP của Chính phủ Việt Nam về việc điều chỉnh địa giới hành chính xã, phường; thành lập xã, phường thuộc quận Bình Thủy, quận Ô Môn, huyện Thốt Nốt và huyện Vĩnh Thạnh, thành phố Cần Thơ, theo đó phường Long Hưng tách ra từ phường Thới Long vào tháng 11 năm 2007.